# Hospital de la Ribera
L'Hospital Universitari de la Ribera és l'hospital de referència de la Ribera del Xúquer, ubicat en el terme d'Alzira, camí de Corbera. Gestionat per una empresa privada des de la seua creació, l'Hospital i tots els centres de salut comarcals tornaren a mans públiques l'1 d'abril de 2018, en expirar la concessió.
Projectat el 1999 durant la quarta legislatura del País Valencià amb Eduardo Zaplana com a President de la Generalitat Valenciana, La Ribera serví com a primer experiment de privatització de la sanitat pública, estés més tard a tot Espanya: gestionat per Adeslas, construït per Dragados i Lubasa i finançat per Bancaixa, la CAM i la Caixa d'Estalvis de Carlet, en resultà una Unió Temporal d'Empreses batejada com a Ribera Salud que, malgrat rebre un pagament capitatiu anual de diners públics per cada usuari adscrit a la zona (encara que no en féra ús), el 2003 tingué de ser rescatada per la Generalitat, que amplià el cànon anual de 41 a 72 milions d'euros, allargà la concessió a quinze anys i comprà la instal·lació per 43,2 milions.
Amb la reversió al model públic es va subrogar quasi tota la plantilla existent de treballadors i, en el primer mes de la nova gestió, s'incrementaren els serveis oferts respecte al mateix període de l'any anterior.